# Májá (a Buddha anyja)

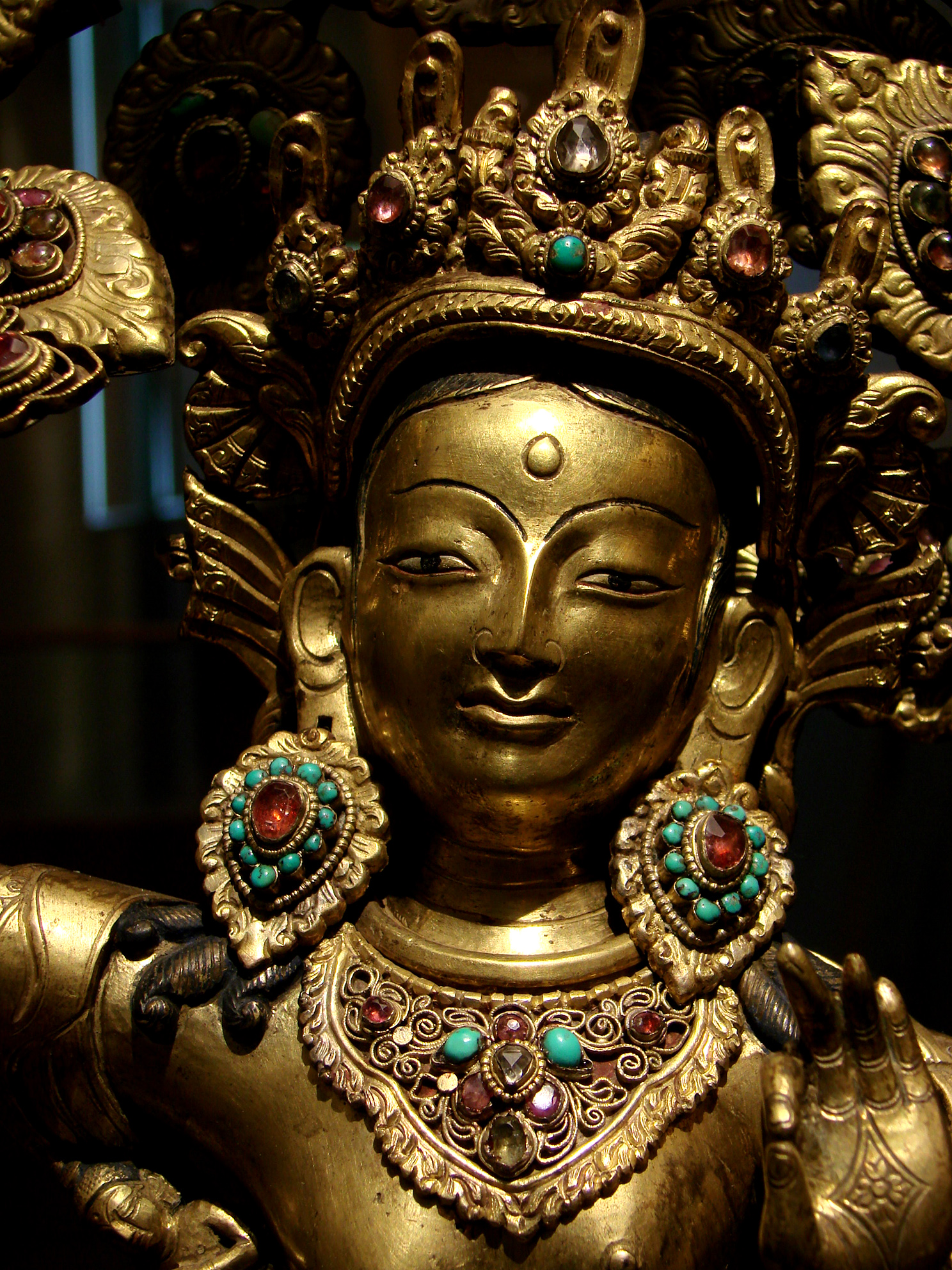
Májá 19. századi nepáli szobra, Guimet Múzeum, Párizs

Májá (a sákja királynő), más néven Májádévi, a buddhista hagyomány szerint a buddhizmus megalapítójának, a történelmi Buddhának az édesanyja, Mahá Padzsápatí Gótamí nővére, aki az első buddhista apáca volt.
A buddhista hagyomány szerint Májá röviddel Sziddhártha herceg születése után meghalt - az általánosan elfogadott nézet szerint 7 nappal később - követve a buddhák születési körülményeinek mintáját. Halála után az egyik mennyországban született újra. Ezért aztán a fiát nem Májá nevelte, hanem a húga, Mahá Padzsápatí Gótamí. Májá később még megjelent egyszer a fia előtt, hogy tanácsot adjon neki.
A májá jelentése szanszkrit nyelven "szeretet". Májá királynőt nevezik még Mahámájá ("Nagy Májá") és Májádévi("Májá királynő") néven is. Tibeti nyelven Gyutrulma, japánul Májá-fudzsin (摩耶夫人).

## Ikonográfia

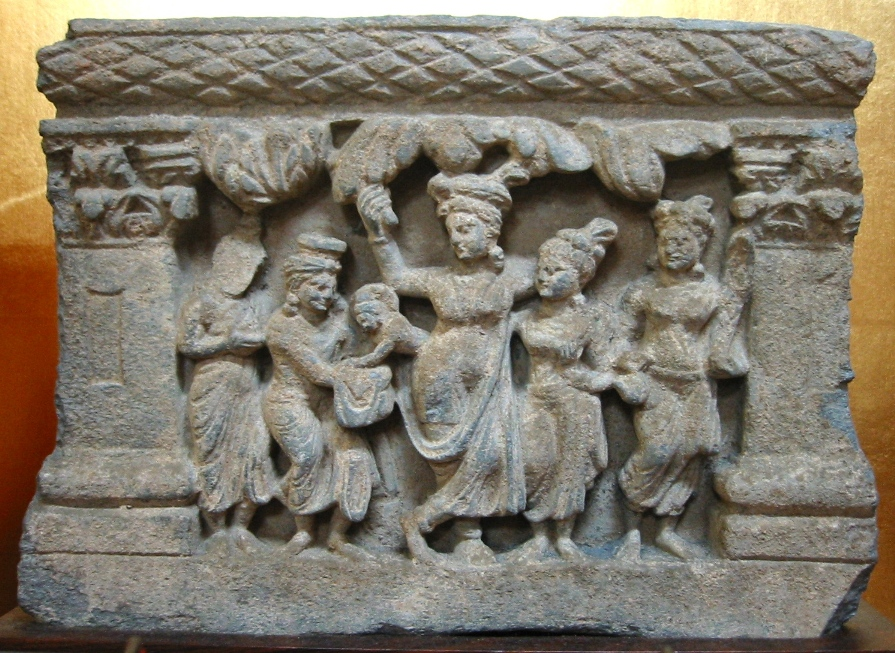
Gautama Sziddhártha Buddha születését ábrázoló dombormű, Nepál, Gandhara, 2-3. század.

A Bbuddhista irodalomban és művészetekben Májá királynőt gyönyörű és termékeny nőként ábrázolják, élete teljében.

Szépsége tündököl, mint egy tiszta aranyrög. 
Hajfürjei illatoznak, mint a nagy fekete méh.
Szemei, mint a lótusz szirmok, fogai, mint a mennyország csillagai.

Idézet a Lalitavisztara-szúrából
Májá leginkább úgy jelenik meg a buddhista szövegekben, hogy a mai Nepál területén lévő Lumbini mellett a természetben, éppen egy fa ágaiba kapaszkodva, álló helyzetben hozza világra a kis Buddhát. Miranda Shaw buddhista tudós szerint Májá természetes környezetben való megjelenítése követi a mítikus jakszini faszellemek korai buddhista ábrázolását. A szülésen felül ábrázolják még Máját, ahogy álmában megjövendölik neki, hogy ő lesz a Buddha édesanyja, illetve amikor a szülés után férjével Suddhódana királlyal próféciára várnak a fiuk jövőjével kapcsolatban.

## Élete
Máját feleségül adták Suddhódana, a kapilavasztui sákja klán királyához, aki egyben az unokatestvére is volt. Májá édesapja Dévadaha királya volt.

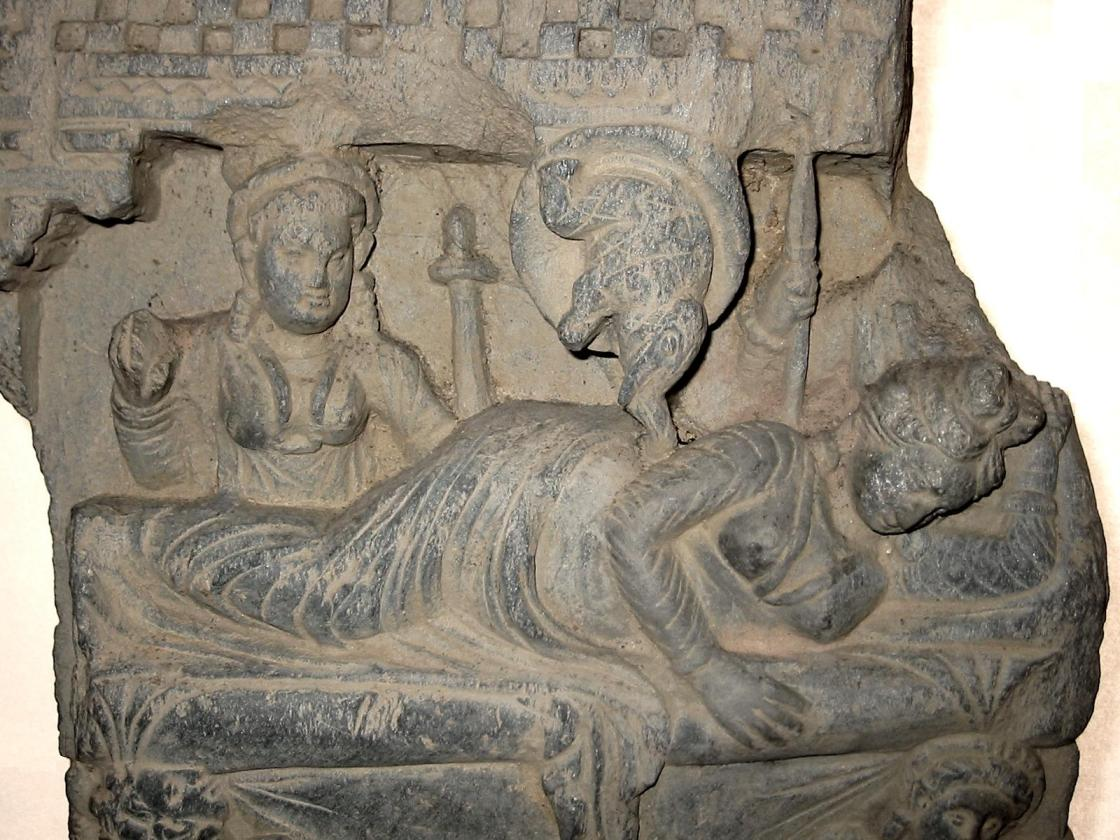
Májá királynő fehér elefántos álma és a Buddha fogantatása. Gandhára, 2-3. század.

Májának és Suddhódhanának húsz évig nem volt gyermekük. A legenda szerint egy teliholdas éjjelen a palotában a királynőnek volt egy élénk álma. Úgy érezte, hogy elcipelte őt négy déva (lélek) a Himalájában lévő Anotatta-tóhoz. Miután a tóban megfürösztötték és felöltöztették mennyei öltözékekbe, beparfümözték és beborították isteni virágokkal. Röviddel ezután egy fehér elefánt jelent meg fehér lótusz virággal a törzsén és háromszor megkerülte Máját és a jobb oldala felől behatolt a méhébe. Ezután az elefánt eltűnt és a királynő felébredt, megértvén, hogy fontos üzenetet kapott, mivel az elefánt Indiában a nagyság szimbóluma.
A buddhista hagyomány szerint a leendő Buddha bódhiszattvaként várakozott a Tusita mennyországban, és úgy döntött, hogy fehér elefántként fog még utoljára egyszer újjászületni. Májá végül i.e. 563 körül adott életet Sziddhárthának. A terhesség tíz holdhónapig tartott. A szokásoknak megfelelően a királynő visszatért szüleihez a szülés idejére. Az úton kiszállt a gyaloghintójából, hogy rövid sétát tegyen a lumbini park gyönyörű virágoskertjében található szálafa (Shorea robusta) alatt - amit gyakran összetévesztenek az Hindu asókafával (Saraca asoca). Májának nagyon tetszett a hely és ott szülte meg gyermekét állva, egy szálfa ágába kapaszkodva. A legenda szerint Sziddhártha herceg Májá jobb oldalán át látta meg a napvilágot. Április nyolcadik napja volt. Egyesek szerint legelőször a Puszkarini kis tóban fürösztötte meg a csecsemőt. De a legenda szerint a dévák esőt küldtek, hogy lemosdassák az újszülöttet.
Egyes tudósok egyetértenek abban, hogy a buddhista irodalmak többsége szerint a szülést követő hetedik napon hunyt el, amelyet követően a Tavatimsza mennyországban született újra, ahol a Buddha később megtanította neki az Abhidharmát. Húga, Mahá Padzsápatí Gótamí vált a gyermek nevelőanyjává.
Maga a Buddha az ismertté vált szuttákban nem beszélt konkrétan a szüleiről, nem említette, hogy szülei uralkodók vagy uralkodócsalád tagjai lettek volna, de kétszer is arra tett utalást, hogy a spirituális élethez való megtérésekor még apjával és anyjával élt együtt: "Később, még mindig fiatalon, fekete hajú fiatal férfiként, áldott fiatalsággal, életem virágjában, bár édesanyám és édesapám másként akarta és könnyeket hullajtott, leborotváltam hajamat és szakállamat, sárga ruhát öltöttem, és elhagyván otthonomat, otthontalanságba távoztam." (Arijaparijészana-szutta 26., A nemes keresés) "…még ifjúkorom virágjában, fejemen fényes fekete hajjal, boldog fiatalság gyönyörét élvezve, férfikorom elején, síró és jajveszékelő szüleim akarata ellenére, hajamat és szakállamat lenyírva, sárga ruhát öltve, otthonomból az otthontalanságba távoztam…" (Mahászaccsaka-szutta 36., A felébredés története)

## Egyezések más kultúrákkal

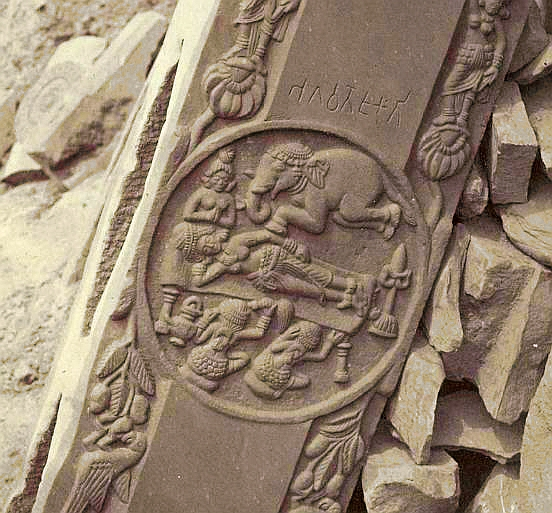
Buddha születése (Bharhut) bhrámi szöveg: bhagavato rukdanta

Májá királynő fogantatása előtti próféciát tartalmazó álmára utalva, a páli kánon szerint Májának nem volt a terhességét megelőzően szexuális kapcsolata más férfival és nem is állt szándékában. Az nem állítja, hogy Sziddhártha a szülők szexuális aktusa nélkül fogant volna. Mégis könnyen vonhatunk párhuzamot Jézus fogantatásának történetével.
Z P Thundy tanulmányozta a hasonlóságokat és különbözőségeket Májá és Szűz Mária fogantatását illetően. Különbség, hogy Mária tovább életben maradt mint Jézus, Májá röviddel Sziddhártha születése után meghalt. Thundy nem állítja, hogy történelmi bizonyíték lenne arra, hogy Jézus keresztény születéstörténetei a buddhista hagyományokból erednének, azonban arra buzdítja a keresztény tudósokat, hogy időszerű lenne belenézniük a buddhista hagyományokba".
Más tudósok - például Paula Fredriksen valláskutató - elutasítanak minden feltételezést, hogy Jézust át lehetne helyezni bármennyire is az első századbeli palesztin judaizmus keretein kívülre. Eddy és Boyd szerint semmilyen történelmi bizonyíték nem létezik, hogy külső források említést tennének az Új Testamentum szerzőiről és a legtöbb tudós egyetért abban, hogy minden kereszténységet befolyásoló történelmi mű teljességgel lehetetlen, mivel az első századi galileai egyistenhitű zsidók nem lettek volna nyitottak semmilyen pogány történetre.
Néhány történész arra a következtetésre jutott, hogy időbeli ellentmondás lenne azt feltételezni, hogy a buddhizmus hatással volt ilyen szempontból a kereszténységre, valamint Májá szüzességének gondolata csupán a kereszténység megjelenését követően látott napvilágot. Thomas Boslooper kutató szerint a kereszténység előtti ősi buddhizmus semmit nem tud Buddha anyjának a szüzességéről. A Buddháról szóló legrégebbi leírások semmi rendkívülit nem említenek a születésével kapcsolatban.